# Friedrich Karl von Schönborn-Buchheim

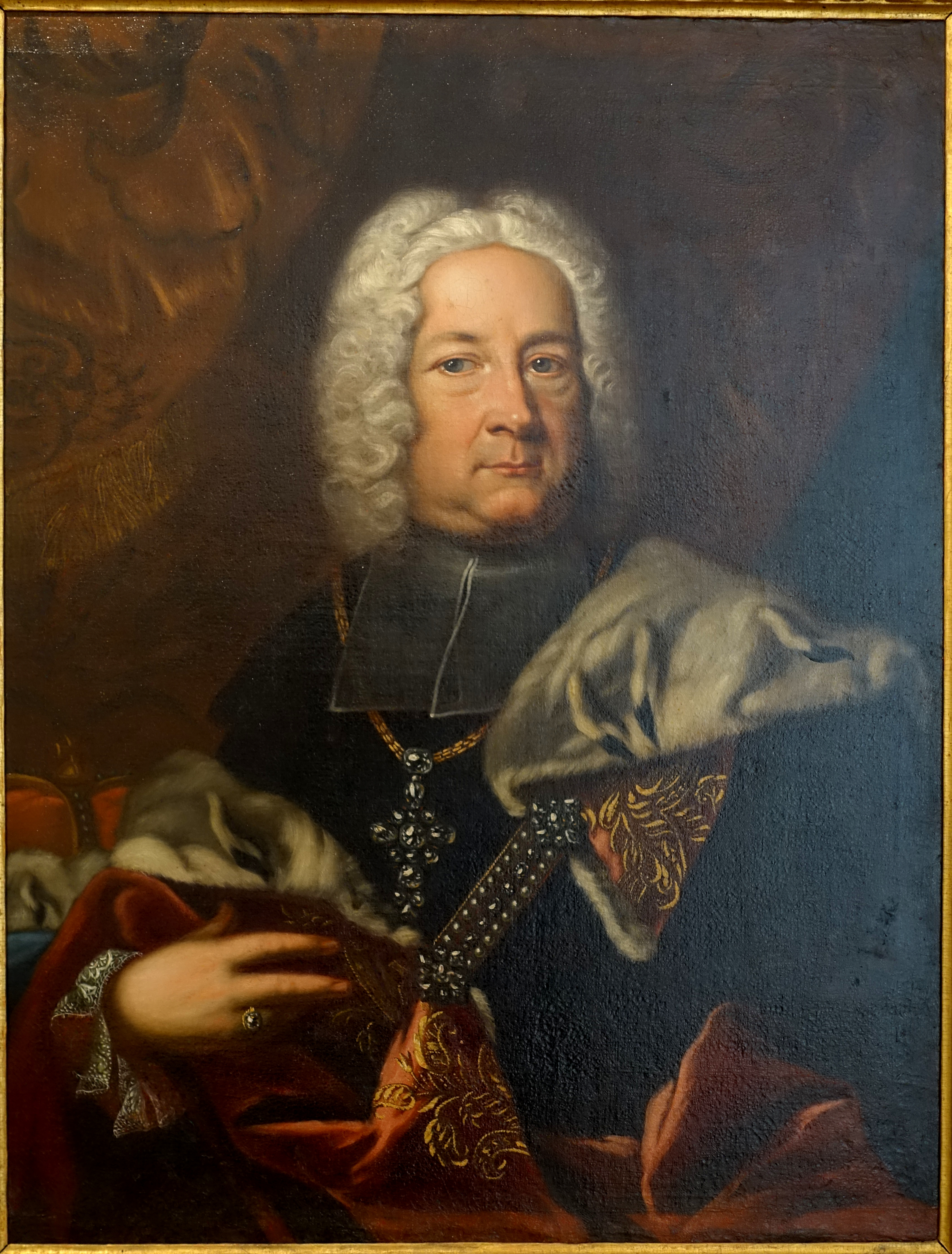
Friedrich Karl von Schönborn, Gemälde von Johann Gottfried Auerbach, 1730

Friedrich Karl Reichsgraf (bis 1701: Reichsfreiherr) von Schönborn-Buchheim (* 3. März 1674 in Mainz; † 25. oder 26. Juli 1746 in Würzburg), kurz Friedrich Karl (von Schönborn) oder Friedrich Carl von Schönborn, war ab 1705 Reichsvizekanzler und von 1729 bis zu seinem Tod Fürstbischof von Würzburg und Bamberg.

## Leben

### Herkunft
Friedrich Karl von Schönborn aus dem Haus Schönborn war der zweite Sohn des kurmainzischen Staatsministers Melchior Friedrich Graf von Schönborn-Buchheim (1644–1717) und dessen Ehefrau Freiin Maria Anna Sophia von Boineburg und Lengsfeld (1652–1726). So war er auch der Neffe von dessen Bruder, dem Mainzer Kurfürsten Lothar Franz von Schönborn, dem zweiten Schönborn auf dem Mainzer Erzbischofsstuhl. Sein älterer Bruder war sein Vor-Vorgänger in Würzburg Johann Philipp Franz von Schönborn (1673–1724). Seine jüngeren Brüder waren der Politiker Rudolf Franz Erwein von Schönborn (1677–1754) sowie die Fürstbischöfe Hugo Damian von Schönborn (1676–1743) und Franz Georg von Schönborn (1682–1756) (siehe auch Schönborn (Adelsgeschlecht)).
Ab 1681 besuchte er wie sein Bruder das Jesuiten-Gymnasium in Aschaffenburg, 1701 empfing er die niederen Weihen und 1704 nahm ihn das Würzburger Domkapitel auf, ein Jahr später auch das Bamberger. Nach seiner Studienzeit in Würzburg, am Jesuitennoviziat Mainz und in Rom setzte ihn sein Onkel Lothar Franz auf diplomatischen Missionen in Polen, Schweden, Preußen und Sachsen ein. Als dessen kurmainzischer Gesandter kam er nach Wien.
Sein Onkel, der als Mainzer Kurfürst zugleich Reichserzkanzler war, beabsichtigte, ihn in Wien als seinen Stellvertreter in diesem Amt, als Reichsvizekanzler einzusetzen, doch Kaiser Leopold I. verweigerte seine Zustimmung. Erst nachdem dieser 1705 verstorben war, gab sein Sohn Josef I., der sich für seine Wahl zum Kaiser die Stimme des Mainzer Kurfürsten sichern musste, die Einwilligung zu der Ernennung Friedrich Karls zum Nachfolger von Dominik Andreas I. von Kaunitz. 1706 wurde er auch kaiserlicher Geheimer Rat, als sein Onkel Lothar Franz dem Kaiser sein Mainzer Dragonerregiment zur Bekämpfung von Aufständen in Ungarn zur Verfügung stellte.

### Reichsvizekanzler in Wien

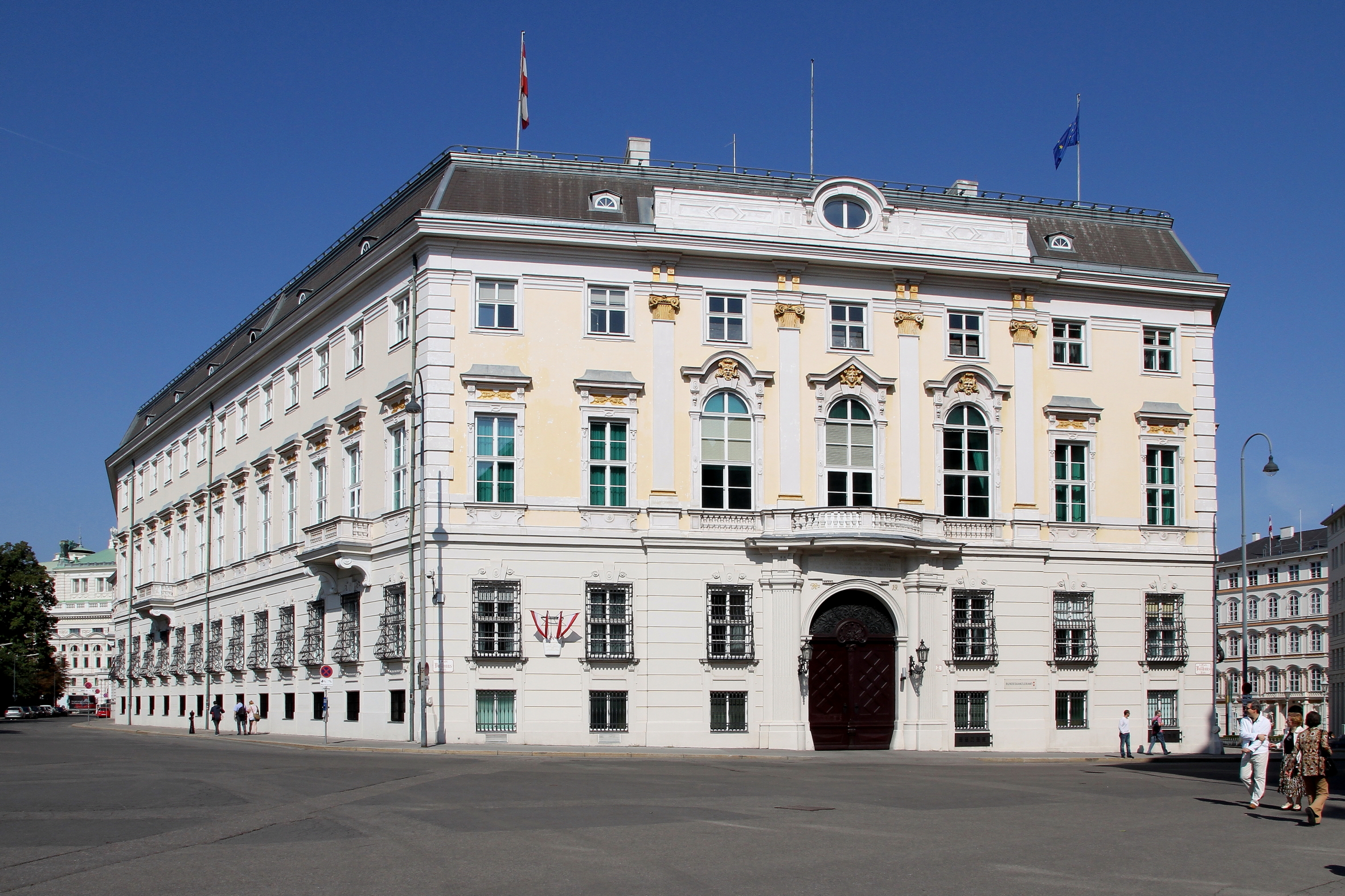
Die unter seiner Herrschaft nach Entwurf von Johann Lukas von Hildebrandt erbaute Geheime Hofkanzlei in Wien

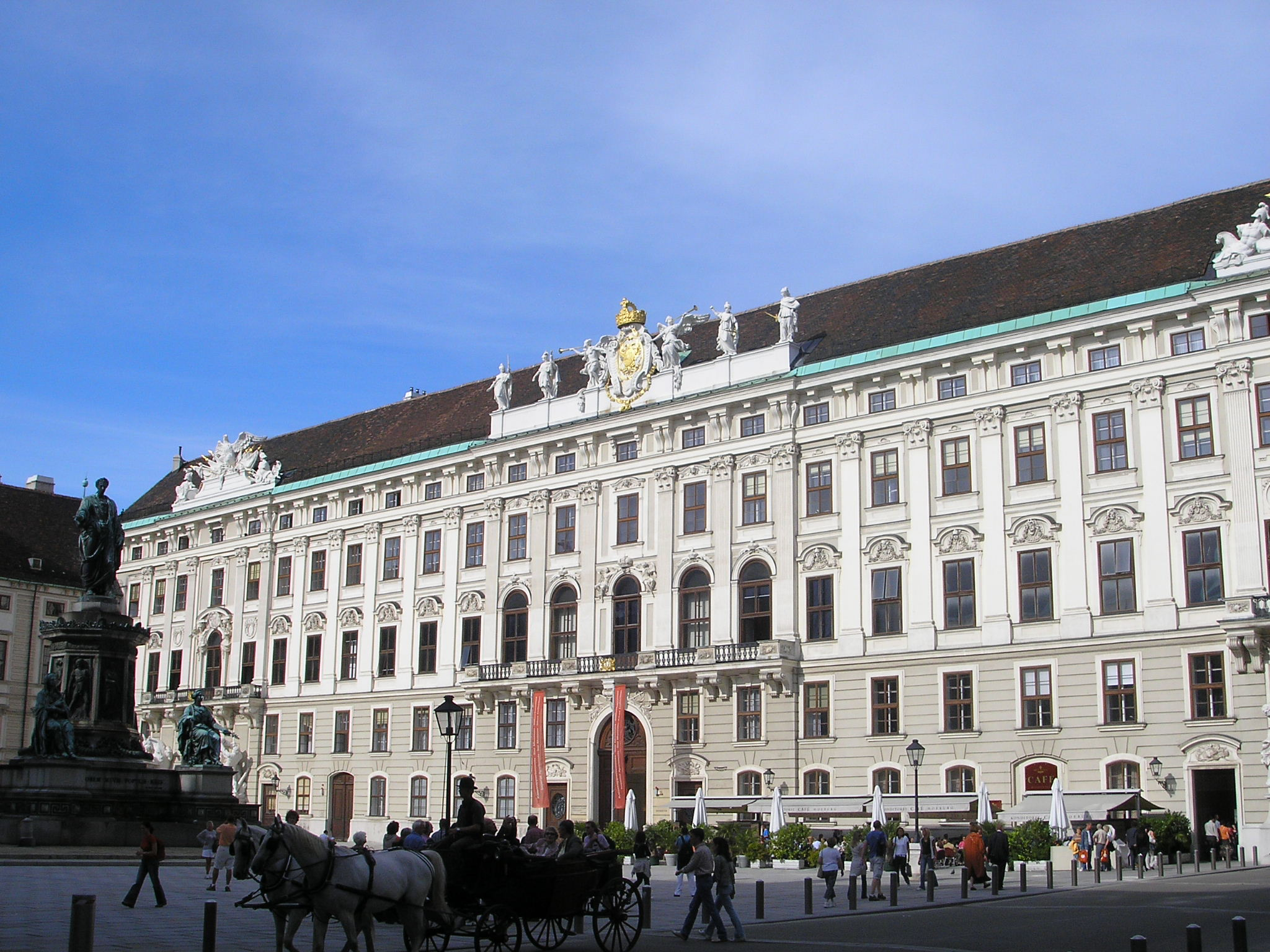
Der unter seiner Herrschaft nach Entwurf von Hildebrandt erbaute Reichshofkanzleitrakt der Wiener Hofburg

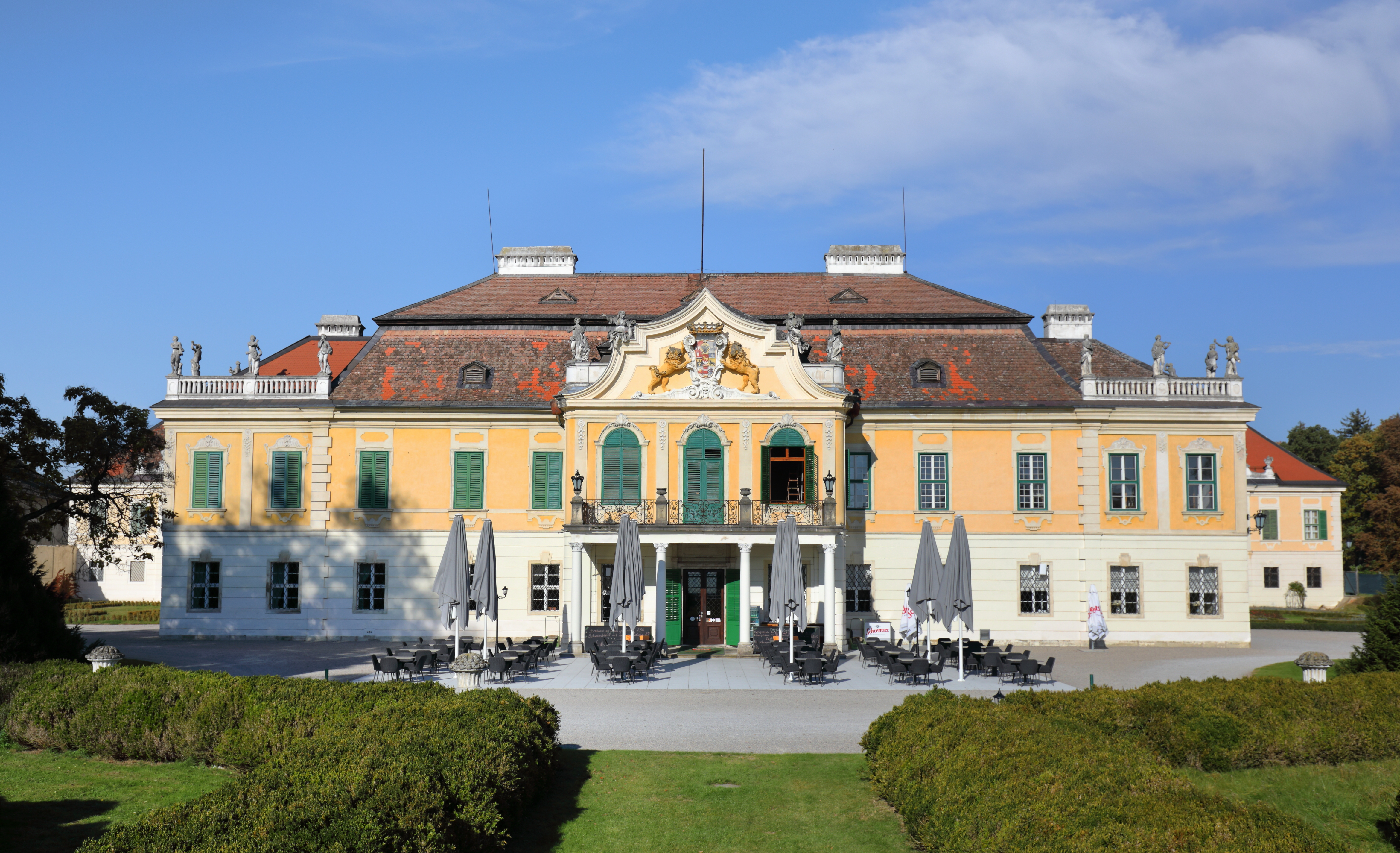
Schloss Schönborn, das Johann Lukas von Hildebrandt für ihn in Göllersdorf errichtete

Von 1705 bis 1731 führte er als Reichsvizekanzler in Wien für die Kaiser Joseph I. und Karl VI. die Reichshofkanzlei, die oberste Behörde des Heiligen Römischen Reiches. Er bewohnte viele Jahre eine Wohnung in dem auf sein Betreiben 1723–1730 neu errichteten Reichskanzleitrakt der Wiener Hofburg, ließ sich aber als eigenen Wohnsitz und zur Unterbringung seiner umfangreichen Bibliothek sowie seiner bedeutenden Kunstsammlung (darunter Die Blendung Simsons von Rembrandt) 1706 in der Wiener Vorstadt das Palais Schönborn erbauen. Zwischen 1710 und 1720 ließ er auch den Blauen Hof in Laxenburg neu gestalten.
Gemeinsame Vorliebe für die Baukunst, für Bücher und für Gärten hatte ihn in Wien mit Prinz Eugen von Savoyen freundschaftlich verbunden. Mit dem Prinzen beriet er 1707–1715 den Bau und die Ausgestaltung des Belvederes zu Wien. Durch ihn lernte er dessen Architekten Johann Lucas von Hildebrandt kennen, den er in der Folge auch in seine eigenen Bauinteressen einbezog und z. B. 1723 mit dem Entwurf und der Ausführung des Reichskanzleitrakts der Wiener Hofburg beauftragte.
1710 erwarb er vom letzten Grafen von Puchheim, dem Bischof von Wiener Neustadt, die niederösterreichische Herrschaft Göllersdorf, wobei er als Belehnten seinen in Franken lebenden Vater vorschob, der sich durch Adoption mit dem Puchheimer verband. Von 1712 bis 1717 ließ er sich auf dem dortigen Grundbesitz das neue Schloss Schönborn errichten. 1715 erwarb er auch die Herrschaft Weyerburg und 1740 das Palais Schönborn-Batthyány in der Wiener Renngasse als innerstädtischen Wohnsitz. Schloss Schönborn, Schloss Weyerburg und das Palais gehören noch der österreichischen Linie des Hauses Schönborn.
Auch nachdem Friedrich Carl Graf Schönborn schon zum Bischof von Würzburg gewählt war, blieb er noch Jahre in Wien, wo er in seiner Funktion Wurzeln geschlagen hatte. Balthasar Neumann, der Architekt der im Entstehen begriffenen fürstbischöflichen Residenz, musste mehrmals nach Wien kommen, um dort mit Hildebrandt die Würzburger Planungen zu überarbeiten und kongenial zu vollenden. Mit Hildebrandt († 1745) blieb Schönborn zeitlebens in enger, man kann sagen freundschaftlicher Verbindung. „Keiner ist, der mich besser kennen thuet“, schrieb Hildebrandt 1742 über seinen Auftraggeber. Schon in seinen Wiener Jahren führte Hildebrandt mehrere Aufträge für den Reichsvizekanzler aus, das Gartenpalais Schönborn in der Wiener Vorstadt, den Um- und Ausbau des Blauen Hofes in Laxenburg, das Schloss Schönborn bei Göllersdorf und die Kirche zu Göllersdorf, den Umbau des Palais Schönborn-Batthyány in der Inneren Stadt Wien und die Geheime Hof- und Staatskanzlei. Im Jahr 1904 wurde in Wien-Josefstadt (8. Bezirk) die Schönborngasse nach Friedrich Karl benannt.
1727 erbte Friedrich Karl von seinem Onkel, dem Mainzer Kurfürsten und Erzbischof Lothar Franz, dessen ungarische Besitzungen: Kaiser Karl VI. hatte seinem Reichserzkanzler, der ihn 1711 gewählt, gekrönt und ihm zwei Regimenter zur Niederschlagung des Aufstands von Franz II. Rákóczi geschickt hatte, 1726 den beschlagnahmten Besitz Rákóczis, die Burg Palanok mit dem Gebiet um Mukatschewo und Tschynadijowo im Königreich Ungarn geschenkt, eine der größten Besitzungen in Osteuropa, die aus vier Städten und 200 Dörfern mit einer Gesamtfläche von 2400 Quadratkilometern bestand; sie blieb bis ins 20. Jahrhundert im Besitz der Familie Schönborn. Von Lothar Franz erbte er auch das fränkische Schloss Weißenstein, dessen Parkanlage er vollendete und das sich noch im Besitz der Grafen von Schönborn-Wiesentheid befindet.

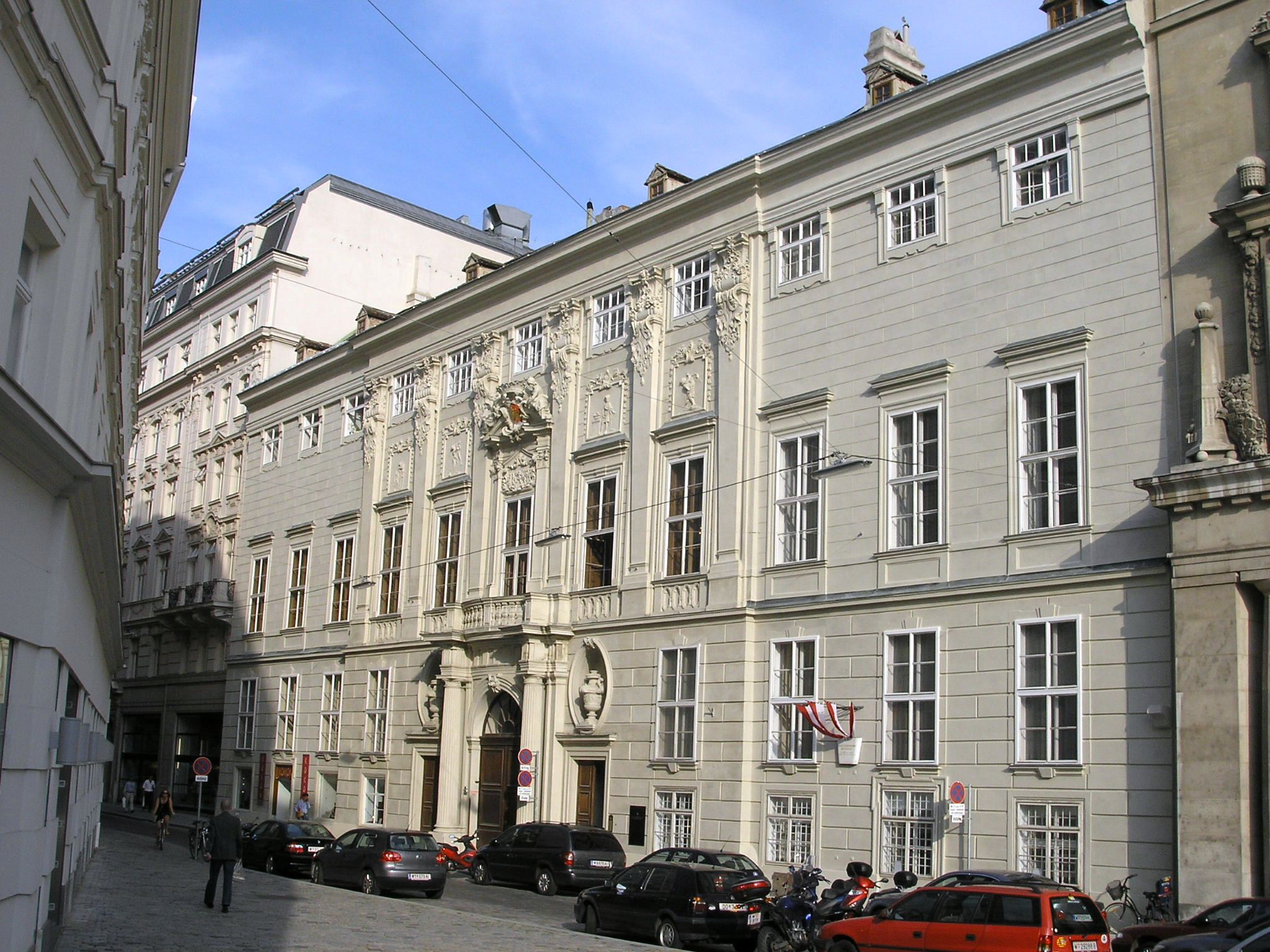
Palais Schönborn
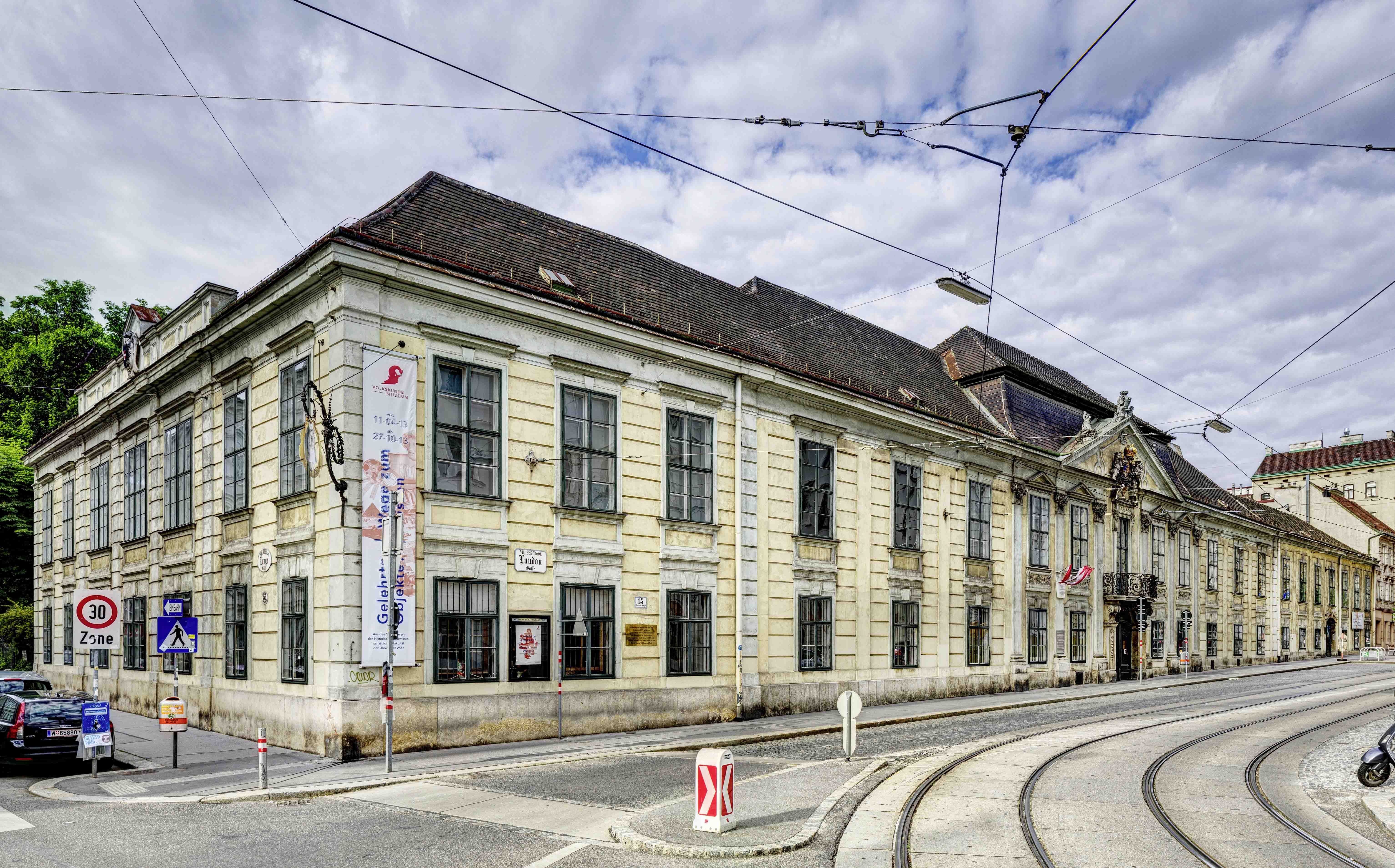
Gartenpalais Schönborn
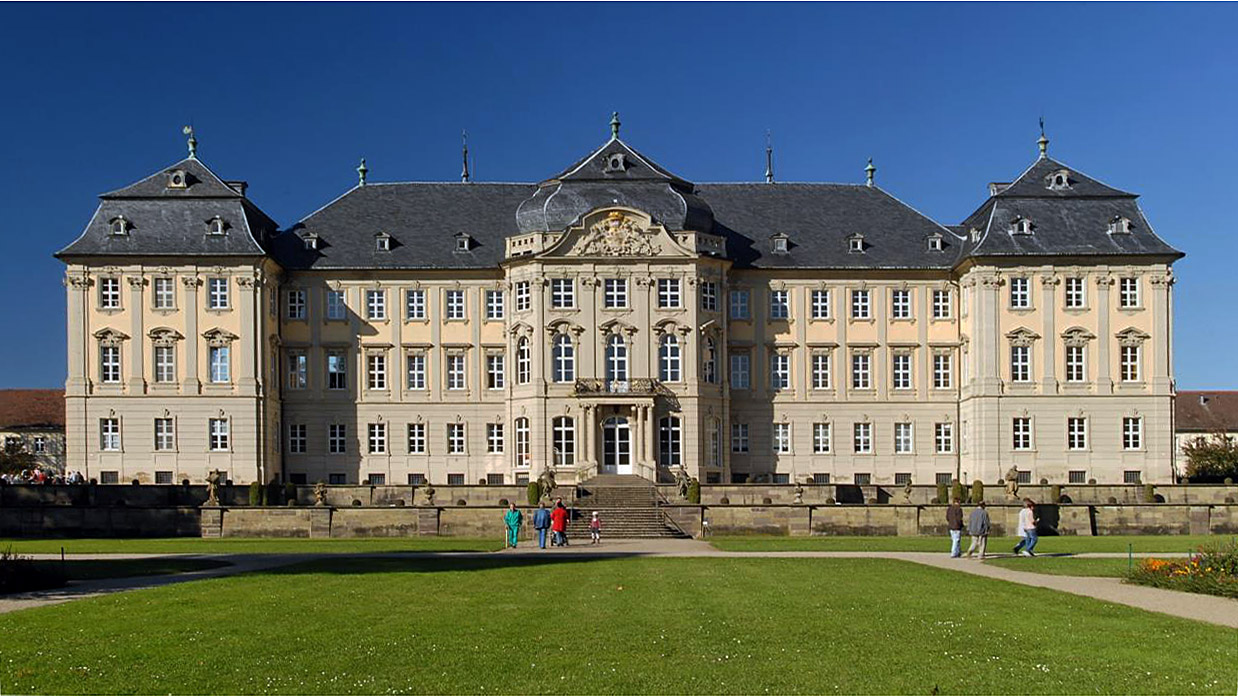
Schloss Werneck
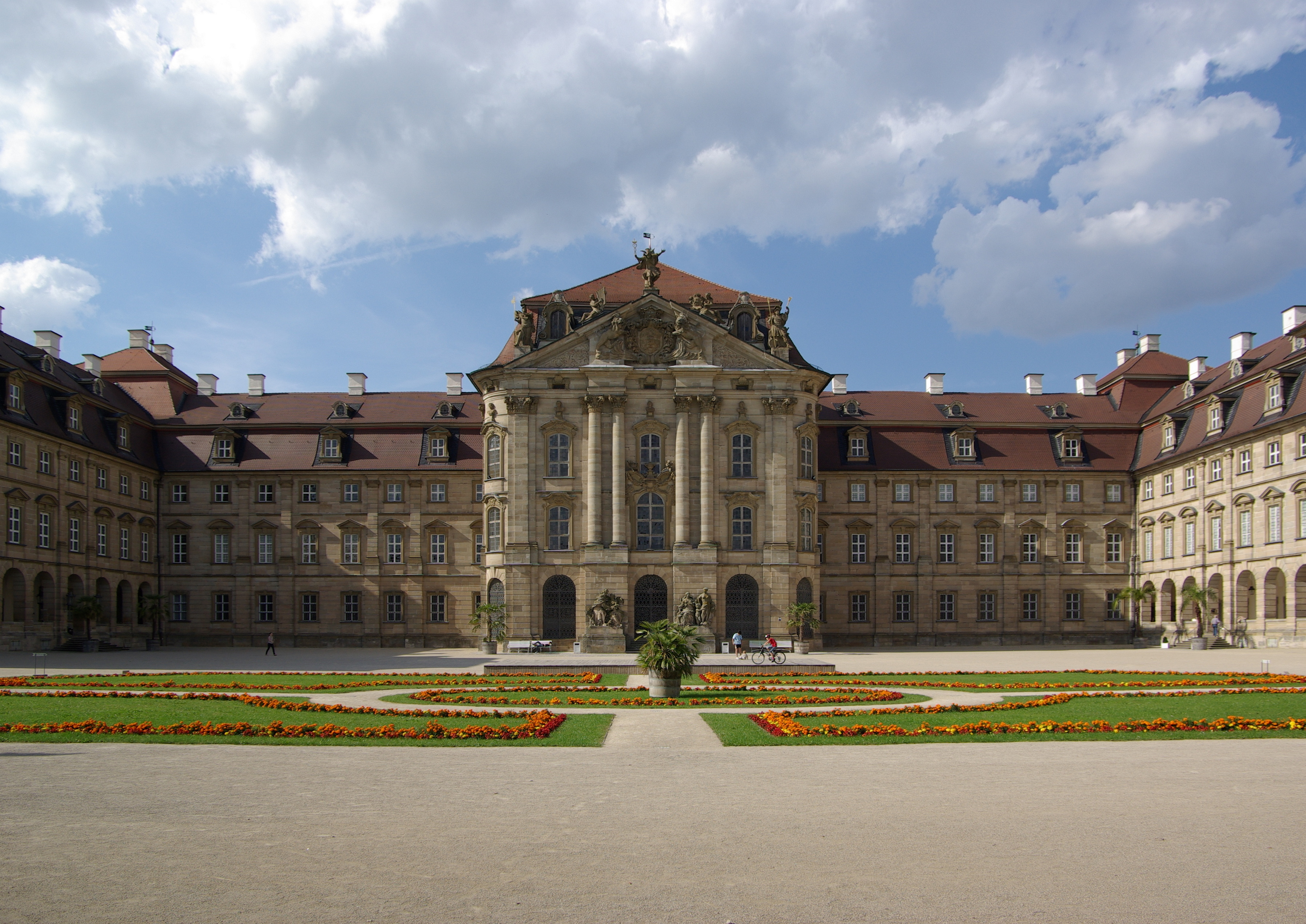
Schloss Weißenstein

### Fürstbischof in Würzburg

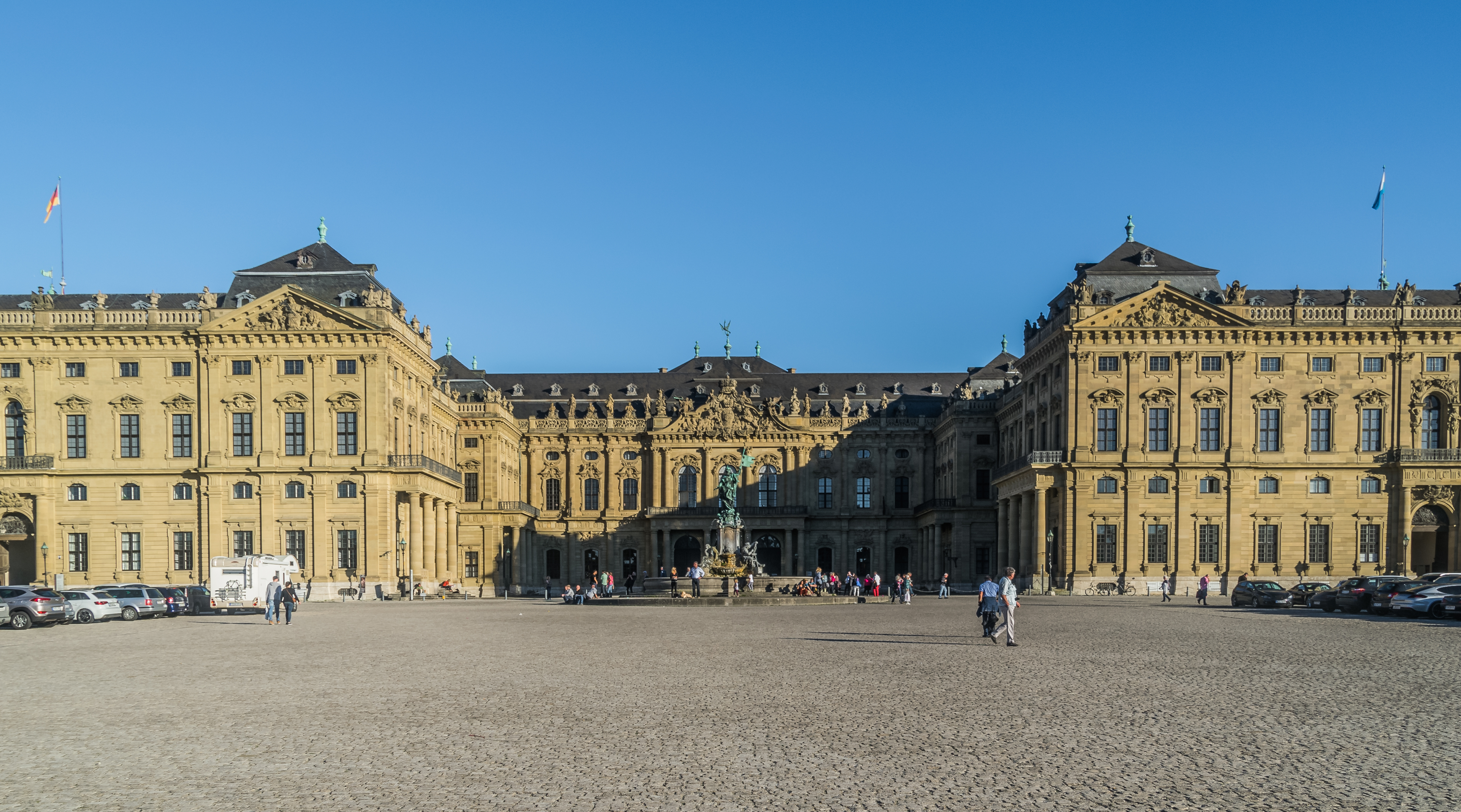
Die unter seiner Herrschaft nach Entwurf von Balthasar Neumann vollendete Würzburger Residenz

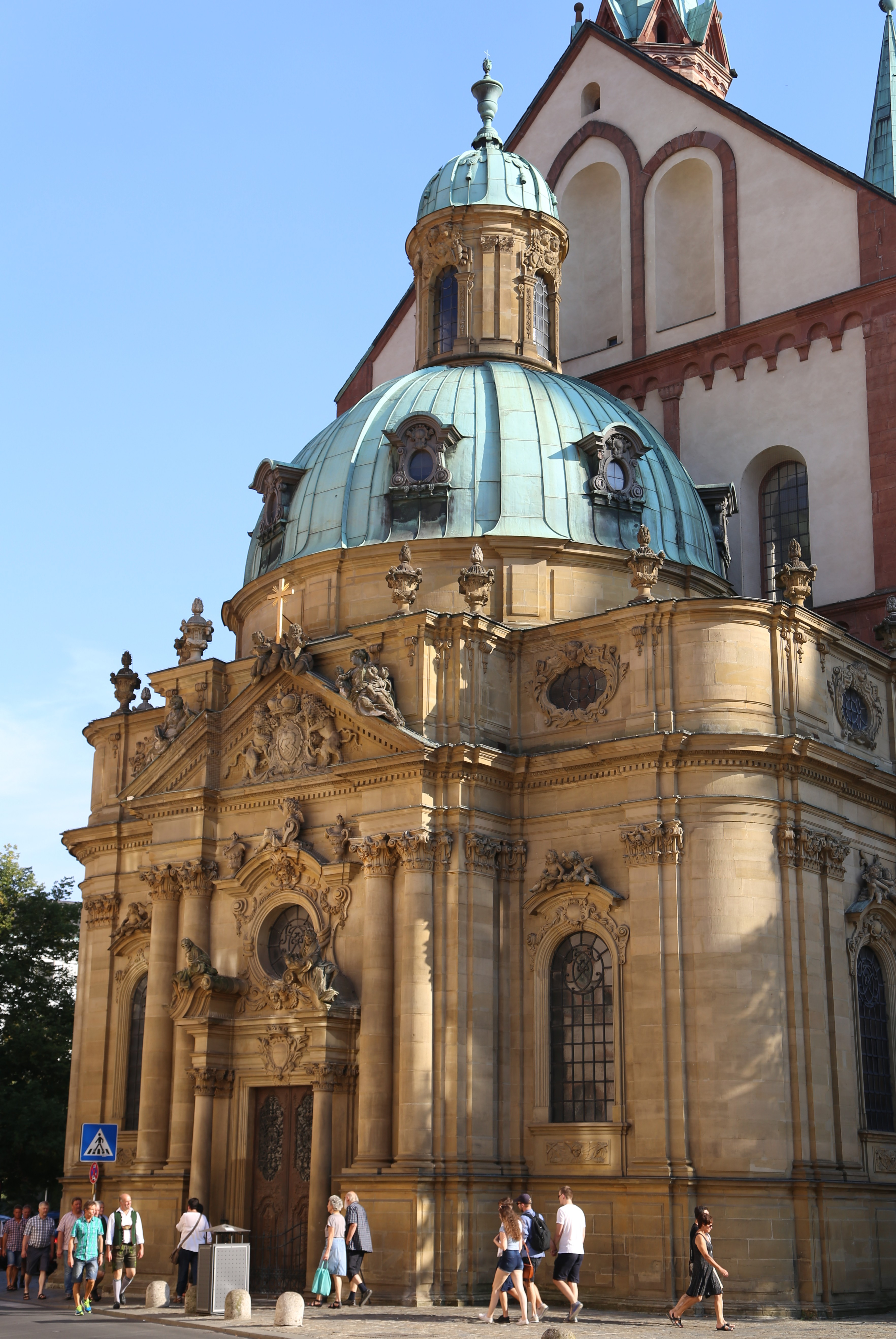
Die unter seiner Herrschaft nach Entwurf von Neumann erbaute Schönbornkapelle am Würzburger Dom

Als Reichsvizekanzler konnte Friedrich Karl von Schönborn im Spanischen Erbfolgekrieg erfolgreich zwischen Kaiser und Papst Clemens XI. vermitteln. Als Sanierer der kaiserlichen Hofkanzlei sicherte er sich das Vertrauen der Habsburger, was ihm jedoch später bei der erhofften Nachfolge seines Onkels als Kurfürst-Erzbischof von Mainz (mit der Nebenfunktion des Reichserzkanzlers) bei der Wahl durch das Mainzer Domkapitel hinderlich werden sollte. Schon bei der Nachfolge für seinen 1724 plötzlich verstorbenen Bruder Johann Philipp Franz in Würzburg musste er zunächst hintanstehen, da sich dieser in seinem Fürstentum und bei seinem Domkapitel recht unbeliebt gemacht hatte. Allerdings konnte er seinem Onkel Lothar Franz nach dessen Tod 1729 in Bamberg als Fürstbischof nachfolgen, zumal er schon seit 1710 Koadjutor mit dem Recht auf die Nachfolge gewesen war und der Papst ihm im Dezember 1728 zur Überwindung des Hinderungsgrundes der Kumulation von Bistümern ein Wählbarkeitsbreve für alle deutschen Bistümer erteilt hatte. Ein halbes Jahr später erhielt er schließlich auch den Würzburger Stuhl. Von 1710 bis 1729 war er Titularbischof von Arcadiopolis in Asia. 1732 scheiterte er aber bei der Wahl zum Kurfürst-Erzbischof von Mainz.
Seine Regierungszeit war wirtschaftlich und künstlerisch eine Blütezeit beider fränkischer Hochstifte. Er war Bauherr oder Renovierer von rund hundert Kirchenbauten, Bauherr der Sommerresidenz Schloss Werneck, der neuen Klosterkirche der Abtei Münsterschwarzach und nach 24 Jahren (1720 bis 1744) Bauzeit der Vollender des Rohbaus der Würzburger Residenz. Diese Schönbornsche Baulust war beispiellos und eine Maßnahme zur Wirtschaftsförderung. Mit seinem Bruder, Johann Philipp Franz, war er Namensgeber der vor allem kunstgeschichtlichen Bezeichnung Schönbornzeit für die mit dem Amtsantritt seines Bruders 1719 beginnende und seinem eigenen Tod 1746 endende Epoche Würzburger und fränkischer Geschichte. Friedrich Karls Reformen in Justiz und Verwaltung waren von früh-aufklärerischem Geist geprägt. Im Jahr 1735 verordnete er, dass aus jedem Amt einige Frauen die Hebammenkunst in Würzburg erlernen sollten. Auch das Bildungswesen und die Universität, besonders Naturwissenschaften und Medizin (etwa der Ausbau der Universitätsklinik im Juliusspital, die dortige Zulassung nichtkatholischer Dozenten, die 1743 geforderte fundierte Ausbildung in Botanik und Anatomie und der 1726 erfolgte Bau des anatomischen Theaters im Gartenpavillon des Juliusspital sowie die Neuordnung der „Irrenpflege“ im gesamten Hochstift Würzburg), wurde von Friedrich Karl von Schönborn massiv gefördert.
Friedrich Karl starb nach kurzer Krankheit als Vorletzter seiner Brüder. Seinem letzten Willen entsprechend wurden sein Körper in der 1721 begonnenen unter ihm von 1731 bis 1736 als Mausoleum (Grablege) für die Schönborns vollendeten Schönbornkapelle des Würzburger Doms, sein Herz in der Hofkapelle der Bamberger Residenz, Eingeweide, Augen und Zunge in der Loretokapelle zu Göllersdorf in Niederösterreich getrennt beigesetzt. Mit ihm endete die Reihe bedeutender Fürsten aus dem Geschlecht derer von Schönborn.
Die Markgräfin Wilhelmine von Brandenburg-Bayreuth berichtet in ihren Memoiren über die Ereignisse anlässlich eines Besuchs bei Friedrich Karl von Schönborn-Buchheim in Schloss Weißenstein (Pommersfelden) im November 1735. Den Fürstbischof charakterisiert sie dabei wie folgt:

„Ich muß hier einiges über ihn sagen. Bekanntlich ist die Familie Schönborn eine der ersten und angesehensten in Deutschland; sie hat dem Reiche mehrere Fürsten und Bischöfe gestellt. Der, von dem hier die Rede ist, war in Wien erzogen worden. Seine großen Fähigkeiten verhalfen ihm zum Posten eines Reichskanzlers, einem Amt, das er lange verwaltete. Als die Bistümer von Würzburg und Bamberg durch den Tod ihrer Bischöfe frei wurden, benützte der Hof zu Wien diese Gelegenheit, Schönborn für die geleisteten Dienste zu belohnen, und wußte einen solchen Einfluß auf die Wahl auszuüben, daß er zum Verwalter und Bischof dieser beiden Bistümer berufen wurde. Er kann mit Recht für ein großes Genie und einen großen Politiker gelten. Dieser letzten Eigenschaft entspricht auch sein Charakter; denn er ist falsch, heimtückisch und schlau; sein Wesen ist hochfahrend, sein Geist nicht anziehend, weil er zu pedantisch ist; dennoch gewinnt man bei näherer Bekanntschaft mit ihm Fühlung und besonders, wenn man von ihm zu lernen sucht. Ich war so glücklich, mir seine Gunst zu erwerben. Wir führten oft Zwiegespräche, die sich vier bis fünf Stunden hinauszogen. Dabei langweilte ich mich nie; er machte mich mit vielen Dingen bekannt, von denen ich nichts wußte. Man durfte wohl sagen, daß er einen universalen Geist besaß. Es gab nichts, worüber wir nicht zusammen gesprochen hätten.“

## Literatur

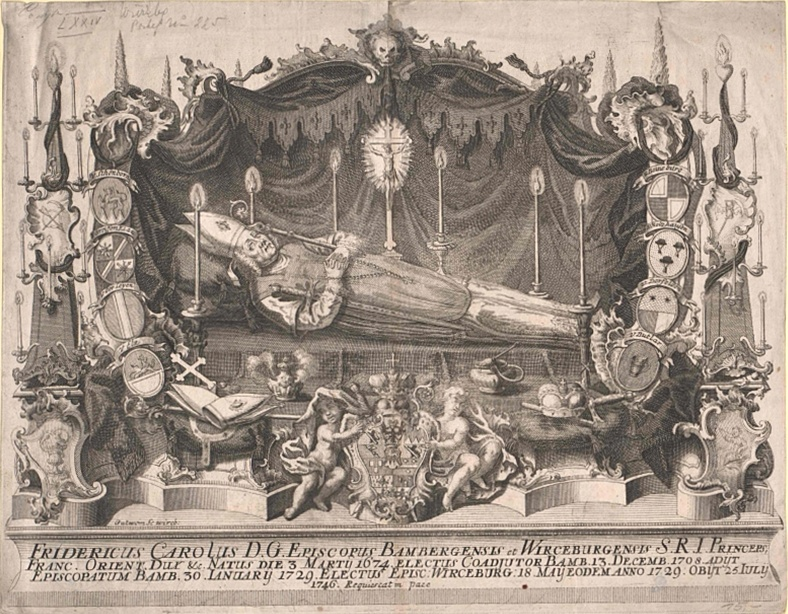
Friedrich Karl von Schönborn auf dem Katafalk, 1746